# Гейне, Вильгельм
Петер Бернгард Вильгельм Гейне (англ. Peter Bernhard Wilhelm Heine; 1827—1885) — немецко-американский художник, дипломат и писатель

; мастер пейзажной живописи.

## Биография
Вильгельм Гейне родился 30 января 1827 года в городе Дрездене. Изучал художественное мастерство сперва в родном городе, затем совершенствовал его в Париже.

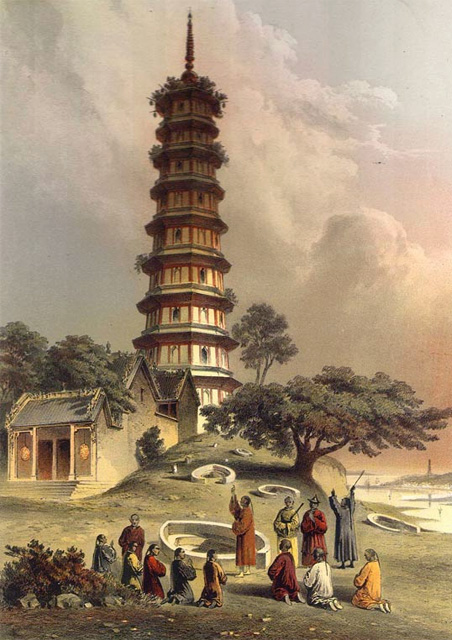
Один из рисунков Вильгельма Гейне (1853)

В 1851—1856 гг. сопровождал, в качестве рисовальщика, североамериканскую экспедицию коммодора Мэтью Колбрайта Перри в Японию.
В 1859 году Петер Бернгард Вильгельм Гейне принял участие в прусской экспедиции в Ост-Индию.
Когда в 1861 году вспыхнула Гражданская война в США, он поступил в армию северных штатов и в 1864 году получил в ней чин бригадного генерала.
Позже Вильгельм Гейне был североамериканским консулом сперва в Париже, а затем в Дрездене.
Генарал Петер Бернгард Вильгельм Гейне скончался 5 октября 1885 года в Кёченброде (Саксония).
Среди его трудов наиболее известны следующие: «Reise um die Erde nach Japan» (1856); «Die Expedition in die Seen von China, Japan und Ochotsk» (1858—59); «Japan und seine Bewohner» (1860); «Eine Sommerreise nach Tripolis» (1860); «Eine Weltreise um die nördliche Halbsphäre» (1864) и роскошное издание: «Japan, Beiträge zur Kenntniss des Landes und seiner Bewohner» (1873—80).